# 眠る前の小さな詰碁
眠る前の小さな詰碁（ねむるまえのちいさなつめご）は、日本棋院東京本院所属で文字詰碁の作者として知られる平本弥星著の詰碁集である。

## 概要
月刊碁ワールドの付録として掲載された詰碁と新たに作問した詰碁をまとめた書物である。碁盤の上で並べて答えを考えるのではなく、眠る前に頭の中に碁盤をこしらえてすんなり眠ることで最終的に元気で長生きできるとしている。

## 特徴
詰碁の難易度は星1から5までで、星1と星2には初心者マークが付されている構成となっており、コラムとして手筋やルールの記載もある。

## シリーズ
- 眠る前の小さな詰碁 1 - 2015年3月23日
- 眠る前の小さな詰碁 2 - 2015年3月23日
- 眠る前の小さな詰碁 3 - 2017年2月28日

## 参考書籍
- 眠る前の小さな詰碁 1[2]